# 클로버 4/3
《클로버4/3(3분의4)》(Clover4/3)은 2000년 스튜디오 카브가 네오필름이라는 영화제작 회사에 재직 할 당시 만든 인터랙티브 플래시 애니메이션이다. 고교생에 대해 다루고 있다.
제작중단 이전까지는 24부작으로 예정되었지만, 네오필름 사의 사장이 애니팀을 포함한 네오필름 사의 직원들을 해고하였기 때문에 3부까지만 상영을 하고 제작이 중단되었다. 4화까지는 제작이 되었었는데, 애니팀이 해고되면서 4화는 상영을 하지못하였다. 각 편은 플래시 애니이기 때문에 1~4분 정도의 길이를 가지고 있다.

## 줄거리 (스토리라인)
7명의 아웃사이더 고교생을 주인공으로 한 학원물 애니메이션으로 한국에서 고등학교를 졸업하거나 재학중인 사람이라면 누구나 공감할 수 있는 재미있고 유익한 소재들을 중심으로 한 이야기이다.
사실 <클로버 4/3>는 등장인물만 정해져 있을 뿐 그 구체적인 스토리는 없었다. 그 이유는 바로 독자들이 이 이야기의 작가가 될 수 있기 때문이었다.
독자의 결정에 따라 초 열혈 학원물에서부터 간드러지는 러브로망 학원물까지 어떠한 장르도 가능한 애니메이션이라고 할 수 있다.
보이쉬한 매력의 여고생 이서정과 발랄하고 귀여운 매력의 정혜진, 날라리 스타일이지만 미인임을 부인 할 수 없는 서지수, 이 세 명의 여학생과 스피드광 '추씨', 분위기 메이커 '바퀴벌레', 소심한 성격의 '도토리', 2미터 거구의 '뿌대지', 네 명의 남학생들, 그리고 독자가 함께 펼쳐갈 아기자기한 이야기.

## 작품개요
- 작품명 : 클로버 4/3
- 장르 : 학원물 인터랙티브 애니메이션
- 러닝타임 : 1~4분
- 인터넷상영 : 2000년 8월 ~ 12월
- 감독 : 변영규

## 등장인물

### 주역들
- 정혜진

17세 160cm, 48kg
활발한 성격. 반에서 분위기 메이커다. 말이 많고 덜렁대며 귀엽다. 순수해서 푼수처럼 보인다. 통통 튄다. 사랑스럽다. 인기가 많아 반장으로 선출됐다. 공부도 상위권 수준. 남자 주인공들을 동경해서인지 의리가 있어서인지 땡땡이를 도와준다.
- 이서정

17세 170cm, 58kg
공부도 잘하고 운동도 잘하고 내면적으로 또래보다 성숙하다. 간결한 말투로 톡톡 쏜다. 말 한마디 한마디를 옳은 말만 한다. 큰언니 같은 이미지. 은미가 철없이 행동할 때 일침을 가할 수도 있다. 보이시한 외모로 여학생들에게 인기가 많다.
- 서지수

17세 165cm, 52kg
약간 날라리 스타일. 새침대기. 멋부리는 것을 좋아해서 쉬는시간마다 거울앞으로 달려가 머리를 만진다. (공부시간에는 손거울을 본다.) 공부는? 잘 할 리가 없다. 외모만 또래보다 성숙해 보임. 머리는 좀 나쁘다. 때로 아무 말 안하고 있으면 분위기 있어 보인다. 모든 남자가 자신을 찍었다고 생각한다.
- 추씨

17세 175cm, 70kg
날라리. 스피드광. 여자를 밝히지만 능력이 안된다. 미팅을 자주 하려고 하지만 무대포적인 성격 때문에 미팅을 망치는 경우가 많다. 지고는 못사는 성격. 반항적이기 때문에 선생들에게 요령없이 개겨서 친구들이 말린다. 사고를 치면 꼭 걸린다. 싸움에서도 앞뒤 재지 않고 나서서 싸우는 행동대장이다.
- 바퀴벌레

17세 180cm, 75kg
분위기 메이커. 장난이 심하며 사고를 치면 잘 걸리지 않는다. 말발로 여자를 잘 꼬신다.
바둑을 잘 둬서 벌을 받다가도 선생의 바둑 상대를 하게 돼서 결국 벌을 받지 않는다. 그런 때는 뺀질뺀질하다는 인상도 느껴진다. 능글능글하다. 아침 대신 치약을 먹곤 한다. 인생을 둥글게 살자가 좌우명. 예를 들면 선생님과 바둑 둬서 벌을 피해가는 잔머리 굴리는 타입임. 싸울 때도 미소를 잃지 않는다.(단 나서서 싸우진 않는다.)
- 도토리

17세 168cm, 62kg
공부는 중간 정도고 놀지도 못하지만 잘나가는 친구들을 내심 부러워한다. 소심한 성격, 마음이 여리고 정에 약하다. 여학생들 사이에선 잘 생겼다고 말이 돈다.
- 뿌대지

17세 2m, 130kg
상당한 거구다. 낙천적인 성격. 승부욕이 별로 없어 싸움도 별 의미없이 한다. (친구들과 어울리기 때문에) 여자에겐 약하다. 여자에게 계속 채이기 때문에 친구들이 도움을 주려고 하나 도움이 되질 않는다. 가족들이 모두 거구라서 집에서는 귀염둥이 막내로 통한다.
- 꼬봉이

?cm ?kg
수달의 잡종교배에 의해서 태어난 동물 착한사람 눈에만 보인다. 귀여운 소리를 낸다.
(신비의 동물)
초능력을 쓸지도 모른다..

### 목소리 출연
- 정혜진, 양정화
- 이서정, 김나연
- 서지수, 이동은
- 추씨, 정승욱
- 바퀴벌레, 김장
- 도토리, 최준영
- 뿌대지, 최재익
- 꼬봉이

## 제작진
- 굵은 글씨는 카브 초기 설립 멤버
- 감독 : 변영규
- 프로듀서 : 안성은
- 어시스턴트 프로듀서 : 장희규
- 시나리오 작가 : 임진만[1]
- 작화 : 김금수, 김동식, 변영규, 이민배
- 미술, 색지정 : 변영규, 김동식
- 촬영감독 : 안희란
- CG : 김경남
- 홍보 : 김신화[2]

## 주제가
- 오프닝 테마 : "런 인투 유어 드림(Run into your dream)"
  - 작사 : 우상용, 변영규
  - 작곡 : 우상용
  - 노래 : 김시영(카이)

## 관련 애니메이션
- 뚜루뚜루뚜 나롱이
- 스피어즈
- 쾌걸롱맨 나롱이
- 그린세이버